# 바운더리스
《바운더리스》(영어: Boundaries)는 2018년 개봉한 미국의 로드 코미디 드라마 영화이다. 샤나 페스트가 연출하고, 비라 파미가, 크리스토퍼 플러머, 루이스 맥두걸, 보비 캐너발리, 크리스틴 샬 등이 출연하였다.

## 출연진
- 비라 파미가 - 로라 역
- 크리스토퍼 플러머 - 잭 역
- 루이스 맥두걸 - 헨리 역
- 보비 캐너발리 - 레너드 역
- 크리스틴 샬
- 피터 폰다
- 크리스토퍼 로이드
- 돌리 웰스
- 야히아 압둘마틴 2세
- 라이언 로빈스
- 체일라 호스돌
- 질 티드
- 다이애나 방
- 에밀리 홈스